# 삼성 갤럭시 노트 7 리콜 사태

삼성 갤럭시 노트 7 로고

삼성 갤럭시 노트7 리콜 사태는 2016년 8월에 출시한 삼성전자의 패블릿 플래그쉽 스마트폰 갤럭시 노트 7(모델명:SM-N930)이 배터리 결함에 의한 발화 사건으로 인해 전량 리콜 된 후 리콜된 교환 제품도 재발화로 2차 리콜되며 단종 되기까지의 일련의 사태를 말한다.

## 발단
8월 19일부터 판매가 시작되고 5일이 지난 8월 24일 오전에 대한민국의 온라인 커뮤니티 ‘뽐뿌’ 게시판에 훼손된 노트 7의 사진이 올라오면서 충전 중 폭발했다는 주장이 처음으로 제기되었다. 8월 29일 유튜브에 발화로 인해 훼손된 노트 7의 영상이 게시되었고, 8월 30일에는 대한민국에서 두 번째 발화 사례가 발생하였다. 3건의 사례 모두 비슷한 형태로 왼쪽이 심하게 훼손되어 배터리의 결함 가능성이 제기되었고, 이후에도 몇 건의 사례가 동시다발적으로 더 발생하였다. 이때까지 별다른 조치 없이 ‘정확한 사실 파악 중’ 이라고만 밝혔던 삼성전자는 8월 31일 출하를 전면 중단하고 원인 규명에 착수했다. 9월 1일 리콜 권한이 있는 산업통상자원부 소속 국가기술표준원은 삼성전자에 노트 7의 조사보고를 요청하였고, 삼성전자는 발화원인이 배터리 결함이라는 중간 결론을 내리고 리콜 가능성을 시사 하였다. 업계에서는 삼성전자가 문제가 된 배터리에 대해서만 리콜 조치할 것으로 전망하였다.

## 1차 리콜
9월 2일 삼성전자 무선사업부 고동진 사장은 대한민국의 서울 중구 태평로 삼성본관에서 열린 기자회견에서 결함을 인정하고 사과하면서 전량 새제품으로 교환해주는 내용의 리콜 결정을 발표하였다. 고동진 사장은 결함의 원인은 배터리셀 이슈로 확인되었으며, 판매를 중단하고 구입시기와 파손여부에 상관없이 새제품으로 교환되며 환불도 가능하다고 밝혔다. 중국에서 9월부터 판매될 노트 7은 문제가 된 배터리가 사용되지 않아 안전하며 리콜 대상이 아니라고 덧붙였다.
이후에도 발화 및 폭발 사례는 불특정 상황에서 지속적으로 발생하였다. 9월 8일 호주 콴타스 항공은 노트 7의 기내 충전금지 조치가 현지 언론을 통해 보도되었으며, 미국 교통부 산하 연방항공청(FAA)은 기내에서 사용하지 말라고 '강력히 권고'한 데 이어, 9월 9일 미국 연방정부기관인 소비자제품안전위원회(CPSC)도 '전원을 끄고 사용하지 말 것'을 권고하였다. 유럽항공안정청(EASA), 일본 국토교통성, 인도 민간항공국(DGCA), 캐나다 교통국(Transport Canada)등 각국의 주요 항공사와 항공당국도 노트 7의 기내사용을 제한하고 위탁수하물 및 화물수송을 잇따라 금지하였다. 삼성전자는 9월 10일 대한민국과 미국의 노트 7 이용자에게 사용중지를 권고하고, 광고를 전면 중단하였으며, 9월 14일 주요 언론매체에 임직원 일동 명의의 사과 광고를 내보냈다. 대한민국 국토교통부는 9월 8일 "갤럭시노트 7의 기내 반입 금지나 기내 충전 금지, 전원을 끄도록 하는 방안 등의 조치를 취할 계획이 없다"고 밝혔으나, 미국 소비자제품안전위원회가 사용중단을 권고하자 이틀 만에 입장을 번복하고 기내에서 사용중단 권고하는 내용의 보도 자료를 내 논란을 일으켰다.
9월 10일 대한민국 국가기술표준원은 삼성전자로부터 자발적 리콜계획서를 제출받았다고 밝혔고, 9월 12일 캐나다는 정부 차원에서 처음으로 공식적인 리콜을 발령하였다. 9월 15일 미국 소비자제품안전위원회도 공식 리콜을 발령하면서 발표문의 제목과 본문에서 '심각한 화재와 화상 위험(serious fire and burn hazards)'이라는 높은 수위의 경고 문구를 사용했다. '심각한(serious)'이라는 수식어가 미국 휴대전화 리콜 발표에 사용된 것은 최초이며, 다른 제품의 리콜 발표에서도 이런 수식어가 사용되는 일은 드문 것으로 알려졌다. 발표문에 따르면 9월 15일 전까지 미국에서 판매된 노트 7에 대해 삼성전자에 92건의 신고가 접수되었고, 이 가운데 화상 사례는 26건, 재산 피해 사례는 55건이었다고 설명했다. 대한민국 국가기술표준원은 제출 받은 삼성전자의 리콜계획서를 보완 조치하고 9월 22일 공표하였다.
9월 17일 미국에서는 노트 7의 배터리 발화로 첫 소송이 제기되었다. 피해자는 플로리다주의 보카레이튼에 거주하고 있는 28세 남성으로, 쇼핑을 하던 도중 주머니 속의 노트 7이 발화하는 사고를 당해 왼손과 오른쪽 다리에 큰 화상을 입었으며, 치료비 등을 포함해 피해액은 1만5000달러에 달한다고 주장했다. 이에 대해 삼성전자 대변인은 해당 사고를 인지하고 있으며 소송에 대해서는 언급하지 않겠다는 입장을 전했다.

## 제품 교환
문제가 된 노트 7의 초기 생산량은 250만대, 판매된 국가는 대한민국, 미국, 캐나다, 대만, 멕시코, 푸에르토리코, 호주, 뉴질랜드, 싱가포르, 아랍에미리트 등 10개국으로, 리콜 물량은 대한민국에서 40만대, 북미지역에서는 100만대 정도로 추정되었다. 이는 미국 휴대전화기 사상 최대 규모이다. 리콜 결정에 따른 교환 프로그램은 싱가포르는 9월 16일, 대한민국과 캐나다는 9월 19일, 미국과 호주는 9월 21일 시작되었다. 대한민국에서 개통철회는 9월 19일 종료되었고, 환불은 기기변경 조건부에 한해 9월 30일까지 한 차례 연장되었다. 교환 프로그램은 2017년 3월 31일까지 운영할 예정이었다. 일본과 유럽 등 10개국 이외 지역의 출시는 10~11월 이후로 연기되었다.
삼성전자는 리콜 관련 영문 홈페이지를 개설하고 노트 7의 IMEI 번호로 결함 여부를 확인 할 수 있도록 조치하고, 결함 가능성이 있는 노트 7을 대상으로 9월 20일 오전 2시부터 무선 업그레이드(OTA: Over The Air)방식으로 소프트웨어 업데이트를 강제로 진행하였다. 업데이트된 노트 7은 배터리를 60%까지만 충전할 수 있도록 제한된다고 밝히면서, 충전 용량이 제한되면 배터리 내부 에너지가 적어 위험 가능성이 현저히 낮아진다고 설명했다. 이는 신속한 교환을 유도하고 교환하지 않은 사용자의 안전을 위한 고육지책으로 언론들은 보도했다. 배터리 문제가 해결된 새 제품을 초기물량과 구분하기 위해 단말기의 배터리 잔량 표시 색깔을 녹색으로 변경되었다.

## 교환 제품의 발화
10월 5일 9시에 미국 켄터키주 루이빌 국제공항을 출발할 예정이었던 사우스웨스트 항공 994편 기내에서 노트 7으로 추정되는 스마트폰이 과열로 연기가 나 이륙 10분전 75명의 승객들이 긴급 대피하는 일이 발생했다. 미국 언론들은 발화한 스마트폰이 삼성전자의 기종이라고 전했으며, 루이빌 공항 화재 조사 당국도 과열로 삼성 스마트폰이 발화했다고 밝혔다. 미국 일간지 USA투데이, 지역 신문인 켄터키 루이빌 쿠리어 저널, IT전문 매체인 더버지는 탑승객의 인터뷰를 인용해 발화한 스마트폰이 교환받은 새 노트 7이라고 보도했다.
삼성전자 북미총괄법인 측은 공식 성명을 통해 해당 기기를 회수해 정확한 원인을 확인하기 전까지 이번 사건이 새 노트 7으로 인한 것이라는 점을 확인 할 수 없다면서, 조속히 조사를 진행한 뒤 보다 정확한 정보를 공유할 예정이라고 밝혔다. 10월 6일 미국 소비자제품안전위원회는 노트 7 추정 발화사건에 대해 '조사를 위해 신속하게 행동하고 있다'고 밝혔다. 10월 8일 미국 4대 이동통신사인 버라이즌, AT&T, T-모바일, 스플린트 등은 리콜로 교환받은 새 노트 7도 다른 스마트폰으로 재교환 할 수 있도록 할 방침이라고 미국 언론들이 보도했으며, 10월 9일 AT&T와 T-모바일은 조사가 진행하는 동안 판매와 교환을 중단한다고 밝혔고. 스플린트와 버라이즌도 온라인 판매를 중단했다.
10월 10일 오전 대한민국의 언론들은 삼성전자의 협력사 관계자를 인용해 새 노트 7의 생산과 출하 일시 중단 소식을 일제히 보도하였다. 이후 한국거래소는 삼성전자에 노트 7의 일시 생산 중단 보도에 대한 조회공시를 요구하였고, 삼성전자는 “최근 갤럭시노트 7 소손 발생으로 정밀한 조사와 품질 관리 강화를 위해 공급량 조정이 있는 중”이라고 공시하면서 “1개월 이내에 재공시 하겠다”고 덧붙였다. 10월 11일 삼성전자는 새 노트 7에 대해 글로벌 판매와 교환을 잠정 중단하기로 결정하였고, 이에 대해 미국 소비자제품안전위원회는 '합당한 조치'라면서 조사가 진행되는 동안 소비자들은 전원을 끄고 사용을 중단해야 한다고 촉구했다. 대한민국 국가기술표준원은 새 노트 7도 결함 가능성이 확인되었으며 사용, 교환, 신규 판매 중지를 권고한다고 밝혔다. 중국 국가질량감독검험검역총국은 잠재적 발화 위험 가능성 때문에 중국에서 판매된 약19만대의 노트 7을 전량 리콜 한다고 밝혔다.

## 단종 및 2차 리콜
10월 11일 18시쯤 삼성전자는 한국거래소 통해 "판매 중단에 따라 생산도 중단하기로 최종 결정"이라고 공시하면서 출시 54일 만에 노트 7의 단종을 공식적으로 알렸다. 제품 교환과 환불은 12월 31일까지 진행한다고 밝혔다. 10월 13일 미국 소비자제품안전위원회는 미국에서 유통된 노트 7 190만대를 전량 리콜 한다고 발표했다. 1차 리콜 이후 접수된 신고는 23건이라고 밝혔다. 이후 항공기 수화물 및 기내 반입 금지가 미국과 일본, 싱가포르, 호주 등 각국의 항공사로 확산된데 이어 미국에서는 고속철도와 역사 반입도 금지되었다. 한편 유럽항공안전청은 노트 7의 기내 반입 제한 조치는 필요하지 않다는 입장을 밝혔다.

## 결함의 원인
삼성전자의 고동진 사장은 9월 2일 기자회견에서 배터리 결함의 원인은 제조공정의 미세한 오차로 음극과 양극이 만나는 단락현상(합선)이 발생했다고 밝혔다. 대한민국 국가기술표준원의 제품안전자문위원회도 '특정 배터리 제조사의 셀 제조 공정 문제로 극판 눌림 등이 발생했다'는 삼성전자의 사고 원인 분석에는 문제가 없다고 판단했다. 노트 7의 배터리 제조사는 대한민국의 삼성SDI와 일본 TDK그룹 계열사인 중국의 ATL(Amperex Technology Limited, 新能源科技)로, 이중 초기 생산량의 70%정도에 사용된 삼성SDI의 배터리가 문제의 원인으로 지목되었고, 새 노트 7와 중국에서 유통된 노트 7은 모두 ATL의 배터리가 사용된 것으로 알려졌다. 1차 리콜 직후 업계 관계자들은 한정된 공간에서 배터리 용량을 늘리기 위해 음극과 양극이 만나는 것을 차단하는 분리막을 무리하게 얇게 만드는 과정을 원인으로 보았는데, 2차 리콜 이후 분리막의 두께는 제조사별로 큰 차이가 없는 것으로 알려지면서 이러한 분석들은 상당 부분 유효하지 않은 것으로 보았다.
미국의 포브스는 발화 원인이 "제품 설계의 근본적인 문제"라고 지적하면서 "대단히 공격적인" 설계가 위험하다는 것을 삼성전자도 인지하고 있었지만 혁신을 통한 경쟁력에 집중한 나머지 출시를 서둘렀고 이는 도박에 가까운 의도라고 보도했다. 엔지니어링 관련 전문 블로그 인스트루멘톨(Instrumental)은 노트 7의 내부 부품이 과도하게 밀집되어 있어 배터리에 지속적인 압력이 가해졌고, 이로 인해 분리막이 손상되면서 열이 발생해 발화로 이어졌다고 분석했다. 또 발화가 되지 않았더라도 설계 결함 탓에 배터리가 부풀어 오르는 스웰링 현상이 생겼을 거라고 예상했다.
2017년 1월 27일 삼성전자는 노트 7의 발화원인을 공식 발표하면서 배터리 자체 결함으로 결론 내렸다. 고동진 무선사업부 사장은 "갤럭시노트 7 소손 원인은 배터리 자체 결함으로 최종 분석됐다"면서 원인 분석에 3~4개월 동안 700여명의 연구·개발자를 투입하고, 완제품 시료 20만대와 배터리 3만개로 진행한 대규모 실험에서 발화 현상을 재현하는데 성공했다고 밝혔다. 발표 내용에 따르면 A사(삼성SDI)와 B사(ATL) 배터리에서 서로 다른 발화 원인이 존재하며 일부 배터리는 노트 7 본체와 조립하기 전 입고 당시부터 불량 상태였다. 삼성SDI 배터리는 오른쪽 상단 모서리에서 균일하지 않은 눌림 현상과 이로 인한 젤리롤의 음극판 부위 분리막 변형, 설계상의 문제로 얇아진 분리막과 그로 인한 내성 악화, 반복적인 충·방전으로 인한 스트레스 누적 등으로 배터리 내부 단락이 발생했고, ATL 배터리는 융착 부위(이음새)의 비정상적 돌기, 절연테이프 미부착, 얇은 분리막 조합이 내부에서 단락을 발생시키는 문제로 드러났다. 다만 ATL 배터리의 경우 처음 공급되었던 초기 물량에는 문제가 없었고, 리콜 이후 새 노트 7에 사용된 물량에서만 결함이 있는 것으로 나타났다. 실험으로 재현한 불량 발생률은 삼성SDI 0.023%, ATL 0.025%로 유의미한 차이는 없는 것으로 집계되었다. 고동진 사장은 판매된 306만대 중 330대 정도가 발화로 보고되었으며, 얇은 분리막이 문제될 수 있다는 점을 인지하지 못했다고 설명했다. 업계 일부에서 관측되었던 기기의 설계상 결함, 소프트웨어 문제, 기타 제조 공정상 문제를 발화 원인으로 보긴 어렵고, 물류 관점에서 배터리 및 완제품 상태에 영향을 미칠 수 있는 포장, 이송, 보관 등 다양한 요인에 대해서도 배터리의 안정성을 저해할 수 있는 요소는 발견하지 못했다고 밝혔다. 삼성전자와 독립적으로 분석을 진행한 미국의 UL과 엑스포넌트(Exponent), 독일의 튀브 라인란드(TÜV Rheinland) 등 검인증 전문기관들 역시 같은 결론을 내렸다. UL의 사지브 지수다스(Sajeev Jesudas) 최고운영책임자(CCO)는 "배터리의 제조 공정상의 문제와 설계상의 문제가 복합적으로 발생했다"면서도 "근본적인 원인을 규명하기 위해 추가 조사가 필요하다"고 밝혔다. 엑스포넌트의 수석 연구원인 케빈 화이트(Kevin White) 박사는 "삼성SDI 배터리는 파우치셀 설계에서 공간이 충분하지 못해 음극판이 눌렸다"고 말했다. 한편 회수된 노트 7을 어떻게 재활용할 지에 대한 여부는 이날 밝히지 않았다.

## 평가 및 전망
노트 7의 리콜은 2006년 소니 에너지텍(현 소니 에너지 디바이스)의 배터리 리콜을 능가하는 전대미문의 최악의 배터리 사건으로 기록될 전망이다.
1차 리콜 때 영국 일간 파이낸셜타임스(FT)는 전문가들의 분석을 인용해 삼성전자가 갤럭시노트 7 100만대에 해당하는 이번 미국 리콜 조치를 시행하는 비용이 10억 달러(1조1천200억 원)일 것으로 추산했으며. 순 현금 보유량이 590억 달러(65조원)인 삼성이 감당할 수 있는 수준이라고 설명했다. 미국 월스트리트 저널(WSJ)은 “그동안 수억 달러를 들여 미국 시장에서 브랜드 이미지를 구축해 온 삼성전자가 이번 사태로 당분간 신뢰성 문제를 안고 가게 될 것”이라고 보도했다. 홍콩 영자지 사우스차이나모닝포스트(SCMP)는 발화 사건 관련 여론조사에서 중국인의 51.9%가 삼성 스마트폰을 사지 않겠다는 응답을 했다고 보도했다. 한편 미국 경제전문지 포천(Fortune)등은 긍정적으로 평가하기도 했다.
삼성전자는 10월 7일과 12일 발표한 3분기 잠정실적 공시에서 1차 글로벌 리콜 비용 약1조5천억 원, 2차 리콜 비용 2조6천억 원으로 추산하였다. 단종으로 미래 판매분까지 사라진 기회손실은 3조원 중반대로 전망한다고 밝히면서, 손실 규모는 모두 7조원 이상 발생할 것으로 보고 있다.
미국의 월스트리트저널은 1월 22일 삼성전자가 노트 7 발화원인을 배터리 문제라고 밝혔지만 이같은 결함의 '근본적인 원인'(root cause)은 규명하지 못했다"고 지적했다.

## 삼성전자의 첫 번째 리퍼비시(Refurbish)
2017년 6월 11일부터 대한민국의 주요 언론들은 이동통신사 고위 관계자를 인용하여 노트 7을 재활용한 특별판 '갤럭시노트FE(Fan Edition, 모델명:SM-N935)'를 준비 중이라고 보도했다. 삼성전자는 노트 7의 미개봉 제품과 미사용 부품만 활용하였으며, 40만대 한정으로 7월 7일부터 판매할 예정이라고 밝혔다. 배터리 용량은 기존 3,500mAh에서 3,200mAh로 낮추고 갤럭시S8/S8+에서 선보였던 UX와 인공지능(AI) 서비스 '빅스비(Bixby)'의 4가지 기능 중 '빅스비 홈'과 '빅스비 리마인더'가 적용된다고 설명했다. 대한민국 이외의 해외 출시는 미정이라고 덧붙였다.